# Edificio residenziale in Kotel'ničeskaja naberežnaja
L'edificio residenziale in Kotel'ničeskaja naberežnaja (in russo Котельническая набережная?, Kotel'ničeskaja naberežnaja) è uno dei sette grattacieli moscoviti progettati durante il periodo stalinista e noti come Sette Sorelle. Prende il proprio nome dalla collocazione sul lungo-Moscova Kotel'ničeskaja.
La sua costruzione fu iniziata nel settembre 1947 e conclusa nel 1952 su progetto di Dmitry Čečulin (al tempo architetto capo di Mosca) e di Andrei Rostkovsky. La torre principale ha 32 piani (inclusi quelli destinati esclusivamente ad impiantistica e apparecchiature meccaniche) ed è alta 176 metri.

## Caratteristiche
Il complesso comprende anche un edificio residenziale di nove piani costruito lungo la Moscova, progettato dagli stessi architetti nel 1938 e completato nel 1940.
Originariamente costruito secondo i dettami del primo stile staliniano, con finiture delle murature in stucco umido, esso fu rifinito con pannelli di terracotta allineati con la torre principale e ornato con decorazioni pseudo-gotiche.
Entro la fine della seconda guerra mondiale l'ala laterale fu convertita in appartamenti multi-familiari assegnati dal Comune (kommunalka), in contrasto con la prevista destinazione della torre principale a residenza di élite.
La torre principale, strutturalmente caratterizzata da una intelaiatura in acciaio, ha una sezione trasversale esagonale con tre ali laterali di 18 piani ciascuna (compresi i piani destinati all'impiantistica e alle apparecchiature meccaniche). La sua porzione sommitale, per quanto non particolarmente alta o massiccia, elevandosi di cinque piani rispetto al blocco sottostante e terminando con un alto pinnacolo riesce ad accrescere notevolmente la verticalità del complesso architettonico.
Il nuovo palazzo nascose dietro di sé la cosiddetta "Shvivaya Gorka", una collina caratterizzata da storici edifici e da un dedalo di viuzze in forte pendenza. Chechulin venne inizialmente criticato per non aver tenuto in nessun conto quest'area di interesse storico ma la sua influenza e gli appoggi di cui godeva nella burocrazia spazzarono via ogni rimostranza.

## Residenti celebri

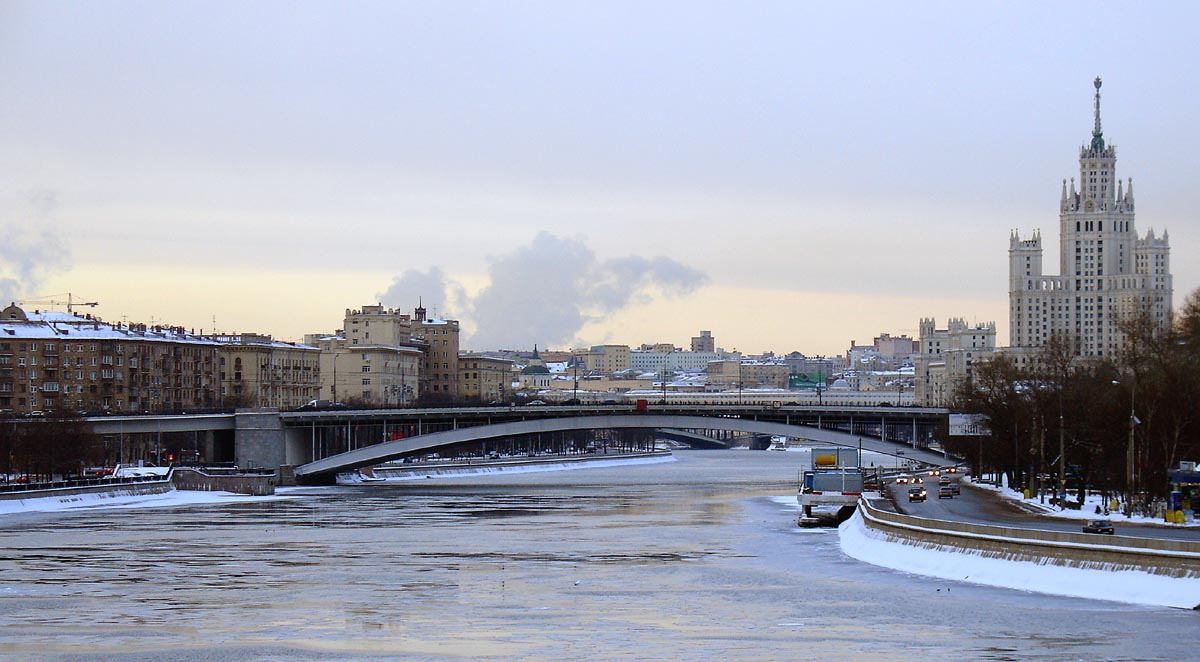
L'edificio visto dal ponte Novospassky

Tra gli abitanti celebri del palazzo sono da ricordare: Galina Ulanova (il cui appartamento è stato conservato come un museo), Jurij Ljubimov (che abitava negli alloggi comunali), l'attrice Faina Ranevskaya e Andrej Voznesenskij.